# Oscar Alegre
Oscar Alegre  (Buenos Aires, 13 de junio de 1939-Ibídem, 12 de noviembre de 2016), fue un actor argentino con 60 películas rodadas.

## Carrera
Alegre fue un talentoso actor de reparto que gracias a su voz rasposa y mirada inquietante, le permitió interpretar papeles de villanos y cómicos que lo hicieron conocido sobre todo en la pantalla grande y chica argentina.
En cine trabajó en más de 30 películas siendo su debut el cortometraje Dónde y cómo Oliveira perdió a Achala en 1995 junto con Martín Adjemián. Se despidió con El jugador en el 2016, con dirección de Dan Gueller y protagónicos de Alejandro Awada y Pablo Rago.
En televisión hizo decenas de ficciones entre las que se encuentran Epitafios, Casados con hijos, Mosca & Smith, Locas de amor, Franco Buenaventura, el profe, Yago, pasión morena, Valientes, Mujeres asesinas, Los simuladores, Historias de sexo de gente común, Historias del corazón, El elegido, entre otros. 
El actor Oscar Alegre falleció tras una larga dolencia que venía padeciendo a lo largo de varios años el 12 de noviembre de 2016 a los 77 años de edad. Sus restos descansan en el Panteón de la Asociación Argentina de Actores del Cementerio de la Chacarita.

## Trabajos

### Cine
- La muerte y la brújula (1994 / cortometraje) - Álvarez/Castro Flores
- Dónde y cómo Oliveira perdió a Achala (1995 / cortometraje) -
- Sol de otoño (1996) -
- Mala época  (1998) - Armando
- Diario para un cuento (1998)
- Nostalgia en la mesa 8 (1999 / cortometraje) -
- Una noche con Sabrina Love (2000) - Carboni
- La fuga (2001) - Belisario 'El Pampa' Zacarías
- Herencia (2002) - Encargado Pensión
- La sombra  (2002 / cortometraje) -
- Cien pesos (2003 / cortometraje) - Salazar
- La cruz del sur (2004) - Negro
- Buena Vida Delivery (2004) - Roberto
- Próxima salida (2004) - Gómez
- Un mundo menos peor (2004) - Chofer
- La vida por Perón (2005) - Aldo
- Tatuado (2005) - Cosme
- El buen destino (2005) - Ismael
- Chile 672 (2006) - Emir
- Pura sangre (2006) - Juan
- El niño de barro (2007) - Valentín
- Sultanes del Sur (2007) - Pablo Benes (México)
- Cuestión de principios (2009) - Jáuregui
- Una mujer sucede (2010) - Villalba
- Hermanitos del fin del mundo (2011)- Choinquite
- Todos tenemos un plan (2012) - Amadeo Mendizábal
- De muestra basta un botón (2012 / cortometraje) - Jimmy Button
- Lumpen (2013)
- Rockero Reyes (2014 / cortometraje)
- El jugador (2016)
- Paternóster, la otra mirada (2016)

### Televisión
- Yago, pasión morena (Telefe, 2001) - Rufino
- Franco Buenaventura, el profe (Telefe, 2002) - Cosme
- Tiempo final (Telefe, 2002) - "El fronterizo" (T2, ep. 60)
- Los simuladores (Telefe, 2002) - Acreedor (T1, ep. 4)
- Soy gitano (El Trece, 2003) - Jordán
- Locas de amor (El Trece, 2004) - Ovidio
- La niñera, (Telefe, 2004) - León Freder (T1, ep. 6)
- Mosca & Smith (Telefe, 2004/2005) - El Oso
- Casados con hijos (Telefe, 2005). La muerte (T1, ep. 121) y El diablo (T2, ep. 59)
- Hermanos y detectives (Telefe, 2006) - Maldonado (T1, ep. 7)
- Epitafios (HBO, El Trece, 2009) - Sr. Pardo
- Epitafios (HBO, 2011) - Suárez
- Valientes (El Trece, 2009) - Romualdo
- Historias de la primera vez (América TV, 2011) - Horacio
- Gigantes (Canal 12, 2011) - Rolando
- Adictos (Canal 10, 2011) - Gallego Muñoz